# Ртутьорганические соединения
Ртутьорганические соединения — химические соединения, содержащие один или несколько атомов ртути, непосредственно связанных с атомами углерода.

## Классификация
1. R-Hg-R полные ртутьорганические соединения
2. R-Hg-Cl смешанные ртутьорганические соединения
3. R-Hg-SH
4. прочие(менее важны)

## Получение
- R-Hg-R получают взаимодействием солей ртути (2) с алкилирующими агентами.
- R-Hg-Cl получают взаимодействием хлоридов ртути с алкилирующими агентами.

## Применение
Применяются в качестве медикаментов и фунгицидов. Гранозан, относящийся к галогенорадикалам, используется в сельском хозяйстве как средство для борьбы со многими грибковыми и бактериальными болезнями растений: гнилями головнёй и т. п. Однако из-за многочисленных смертельных случаев при обращении с ртутными протравами сейчас отдают предпочтение менее опасным заменителям.

## Физические свойства
R-Hg-R — бесцветные жидкости, высшие гомологи — легкоплавкие твердые вещества.
Как правило, R2Hg не растворимы в воде.

## Химические свойства
Малоактивны. В большинстве своем очень ядовиты. В отличие от цинкорганических соединений, воспламеняющихся на воздухе, очень устойчивы. Так бис(перфторизопропил)-ртуть не разрушается при контакте с кипящей концентрированной азотной кислотой.